# Хосе Альберто Діас
Хосе Альберто Діас (ісп. José Alberto Díaz; нар. 29 листопада 1961) — венесуельський борець вільного та греко-римського стилів, триразовий бронзовий призер Панамериканських чемпіонатів, дворазовий бронзовий призер Панамериканських ігор, срібний призер Центральноамериканських і Карибських ігор, срібний призер Боліваріанських ігор.

## Життєпис
Боротьбою почав займатися з 1979 року.
Виступав за борцівський клуб Каракаса. Тренер — Норман Валбуена.

## Спортивні результати на міжнародних змаганнях

### Виступи на Чемпіонатах світу
| Змагання                        | Збірна    | Вагова категорія                 | Місце |
| ------------------------------- | --------- | -------------------------------- | ----- |
| Чемпіонат світу з боротьби 1995 | Венесуела | греко-римська боротьба, до 68 кг | 31    |
| Чемпіонат світу з боротьби 1997 | Венесуела | вільна боротьба, до 76 кг        | 30    |
| Чемпіонат світу з боротьби 1997 | Венесуела | греко-римська боротьба, до 69 кг | 30    |
| Чемпіонат світу з боротьби 2009 | Венесуела | вільна боротьба, до 84 кг        | 11    |

### Виступи на Панамериканських чемпіонатах
| Змагання                                   | Збірна    | Вагова категорія                 | Місце  |
| ------------------------------------------ | --------- | -------------------------------- | ------ |
| Панамериканський чемпіонат з боротьби 1984 | Венесуела | греко-римська боротьба, до 68 кг | Бронза |
| Панамериканський чемпіонат з боротьби 1990 | Венесуела | греко-римська боротьба, до 68 кг | 5      |
| Панамериканський чемпіонат з боротьби 1991 | Венесуела | вільна боротьба, до 68 кг        | Бронза |
| Панамериканський чемпіонат з боротьби 1994 | Венесуела | греко-римська боротьба, до 68 кг | Бронза |
| Панамериканський чемпіонат з боротьби 1997 | Венесуела | вільна боротьба, до 85 кг        | 7      |

### Виступи на Панамериканських іграх
| Змагання                  | Збірна    | Вагова категорія                 | Місце  |
| ------------------------- | --------- | -------------------------------- | ------ |
| Панамериканські ігри 1991 | Венесуела | вільна боротьба, до 68 кг        | Бронза |
| Панамериканські ігри 1991 | Венесуела | греко-римська боротьба, до 68 кг | 9      |
| Панамериканські ігри 1995 | Венесуела | греко-римська боротьба, до 68 кг | Бронза |
| Панамериканські ігри 1995 | Венесуела | вільна боротьба, до 68 кг        | 8      |

### Виступи на Центральноамериканських і Карибських іграх
| Змагання                                     | Збірна    | Вагова категорія                 | Місце  |
| -------------------------------------------- | --------- | -------------------------------- | ------ |
| Центральноамериканські і Карибські ігри 1993 | Венесуела | греко-римська боротьба, до 68 кг | Срібло |
| Центральноамериканські і Карибські ігри 1993 | Венесуела | вільна боротьба, до 74 кг        | 4      |

### Виступи на Боліваріанських іграх
| Змагання                 | Збірна    | Вагова категорія                 | Місце  |
| ------------------------ | --------- | -------------------------------- | ------ |
| Боліваріанські ігри 1997 | Венесуела | греко-римська боротьба, до 69 кг | Срібло |